# 亚铁氰酸镨钾
亚铁氰酸镨钾是一种无机配合物，化学式为KPr[Fe(CN)6]，存在三水合物和四水合物。其四水合物晶体属六方晶系，空间群为P63/m；四水合物中的其中两分子水为填隙水，另两分子水为配位水。

## 制备
该化合物可由0.5mol/L三氯化镨溶液和0.5mol/L亚铁氰酸钾溶液混合，沉淀后过滤得到：
PrCl3 + K4[Fe(CN)6] → KPr[Fe(CN)6] + 3 KCl